# Michihiro Ozawa
Michihiro Ozawa (小沢 通宏, Ozawa Michihiro) né le 25 décembre 1932 à la préfecture de Tochigi au Japon est un footballeur japonais.